# ラージスポットリバースティングレイ
ラージスポットリバースティングレイ（Potamotrygon falkneri）は、ポタモトリゴン科に分類されるエイの一種。南アメリカに分布する。

## 分布と生態
主にブラジル南部、パラグアイ、ウルグアイ、アルゼンチン北東部のパラナ川・パラグアイ川流域に分布する。パラナ川ではグアイラ滝に阻まれ、上流には生息していなかったが、イタイプダムの建設により上流へ移動できるようになり、分布域は広がった。また、ボリビアのマドレ・デ・ディオス川、グアポレ川、ベニ川、マラニョン川、ソリモンエス川などのアマゾン川上流域、ペルー東部、ブラジル西部に隔離分布している。

## 形態
背面は褐色やオリーブ色で、薄茶色の斑点がある。模様は個体差が大きく、かつては模様の違う個体が別種とされたこともあった。尾は細く、毒棘がある。体盤幅は最大52 cm、尾を含めた全長は最大89 cm。

## 生態
大河川の浅瀬、流れの穏やかな支流に生息し、雨季には沈水した森林にも移動し、水が引いて生じた池や湖に残されることもある。小魚や水生昆虫、甲殻類などの無脊椎動物を捕食する。無胎盤性の胎生で、水族館の例では妊娠期間は20週間で、2尾の仔を出産した。

## 人との関わり
観賞魚として稀に流通するが、大型の水槽が必要。日本ではもともとニフレルに展示されており、海遊館に移動した。